# El lladre de crims
El lladre de crims (títol original en francès: Le voleur de crimes) és una pel·lícula francesa dirigida per Nadine Trintignant, estrenada el 1969. Ha estat doblada al català.

## Argument
Jean Girod és un empleat, casat amb Olga, que porta una vida familiar normal. Un dia, prop d'una presa en construcció, veu a una noia que es suïcida. De tornada a casa a l'autobús comença a pensar i fantasiejar sobre l'incident. La seva imaginació i la manca de fortes estímuls en la seva vida, juntament amb una forta dosi de narcisisme el porten a la idea de fer passar el suïcidi com l'assassinat i acusar-se del delicte. Lloga una habitació a prop del seu amic Christian i comença a treballar en el projecte. Envia una sèrie de cartes a la policia i segueix amb interès la creixent sèrie d'investigacions. El bar sol escoltar les converses dels clients per saber què es pensa d'aquest home estrany. Estableix una bona relació amb Florinda, promesa de Christian. Amb la seva dona es veu cada vegada menys, però d'altra banda ella ho perdona tot. També està absent de l'oficina durant una setmana per escriure cartes anònimes i retallar dels diaris tots els articles relatius. Amb el pas del temps, la policia i els diaris dediquen menys temps al seu cas i això el molesta fins al punt de trucar molest a un diari per queixar-se d'haver estat gairebé oblidat. Per aconseguir els titulars arribarà a estar a punt de cometre un assassinat de veritat.

## Repartiment
- Jean-Louis Trintignant: Jean Girod
- Robert Hossein: Christian, anomenat Tian
- Giorgia Moll: Olga Girod, la dona de Jean
- Bernadette Lafont: La llogatera
- Tanya Lopert: Una clienta al bar
- Karen Bidiomarnon: La suicidada
- Serge Marquand: Guieff, l'amic de Christian
- Florinda Bolkan: Florinda
- Lucienne Hamon: La dona apartada
- Antoine Ouvrier: el petit Antoine
- Francis Girod: el barman